# دنیل ایبانز
دنیل ایبانز (انگلیسی: Daniel Ibáñez؛ زادهٔ ۲۹ مارس ۱۹۹۵) بازیکن فوتبال اهل آرژانتین است.
از باشگاه‌هایی که در آن بازی کرده‌است می‌توان به باشگاه ورزشی سن لورنسو آلماگرو اشاره کرد.